# Vesly (Manche)
Pour l’article homonyme, voir Vesly (Eure).
Vesly (prononcé [vɛli] ou [veli]) est une commune française, située dans le département de la Manche en région Normandie, peuplée de 732 habitants.
Les habitants de la commune associée de Gerville-la-Forêt sont restés rattachés au canton de la Haye-du-Puits après sa fusion-association en 1972 avec Vesly, alors que le reste de la commune faisait partie de celui de Lessay. Depuis mars 2015, l'ensemble fait partie du canton de Créances.

## Géographie
La commune est au nord du Coutançais. Son bourg est à 5 km au nord-est de Lessay, à 6 km au sud-est de La Haye-du-Puits et à 11 km au nord-ouest de Périers.
Les communes limitrophes sont Laulne, Montsenelle, Millières, Le Plessis-Lastelle, Saint-Patrice-de-Claids, Lessay et La Haye.

### Hydrographie
La commune est située dans le bassin Seine-Normandie. Elle est drainée par l'Ay, la Brosse, le Mouloir, la rivière de Claids, le ruisseau d'Angoville, le cours d'eau 01 de Claitre, le cours d'eau 01 de la Maison Dupont, le cours d'eau 01 de la Pirorie, le cours d'eau 04 des Hauts Vents, le cours d'eau 06 de la Croix, la rivière de Claids et un autre petit cours d'eau,.
L'Ay, d'une longueur de 33 km, prend sa source dans la commune de La Vendelée et se jette dans la havre de Saint-Germain-sur-Ay en limite de Saint-Germain-sur-Ay et de Créances, après avoir traversé neuf communes.
La Brosse, d'une longueur de 14 km, prend sa source dans la commune et se jette  dans l'Ay à Saint-Germain-sur-Ay, après avoir traversé quatre communes.
Le Mouloir, d'une longueur de 10 km, prend sa source dans la commune de Montsenelle et se jette dans la Sèves à Montsenelle, après avoir traversé quatre communes.
La rivière de Claids, d'une longueur de 10 km, prend sa source dans le nord de la commune, s'écoule vers le sud puis s'oriente vers l'ouest et se jette dans l'Ay à Millières face à la commune de Lessay.

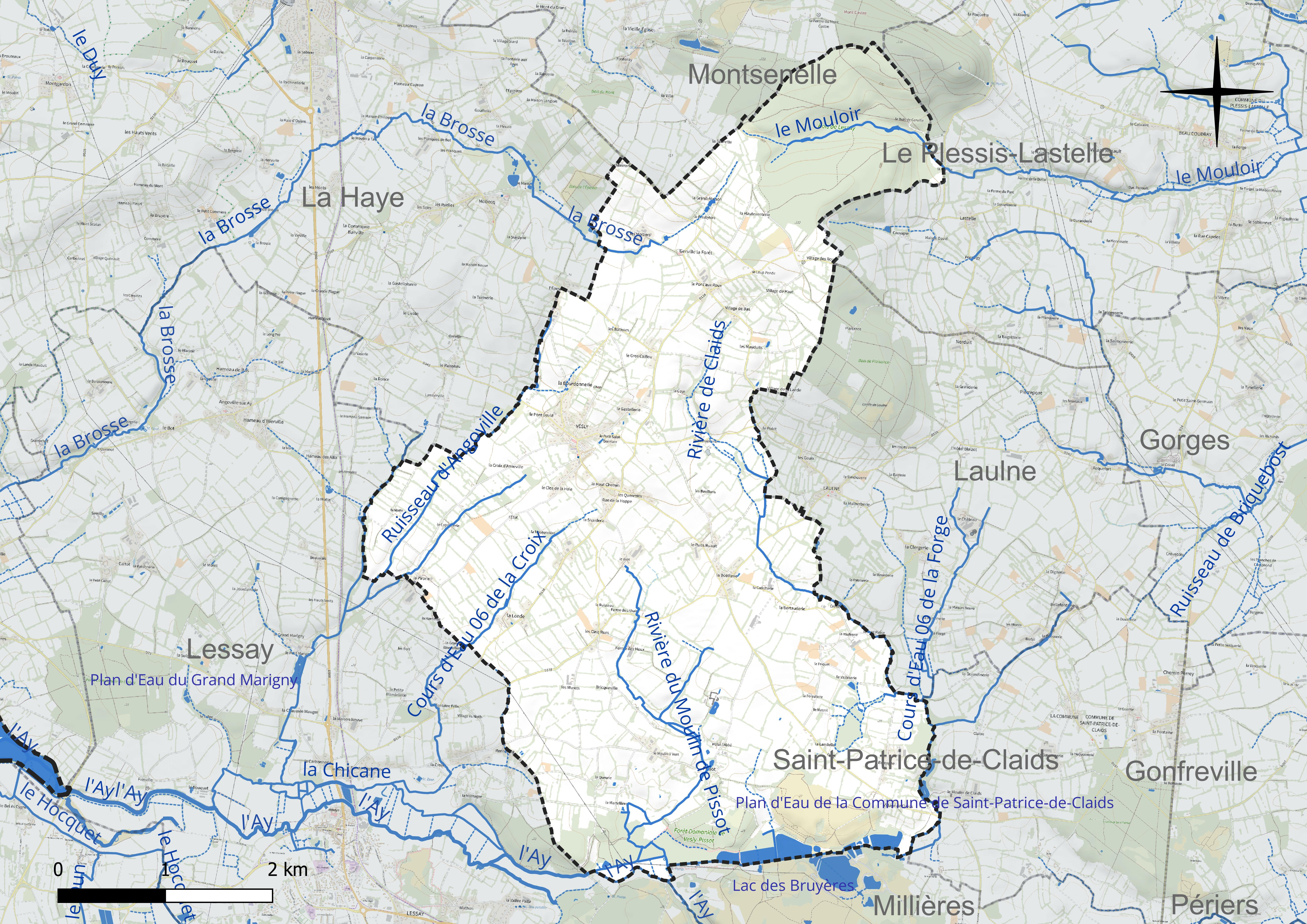
Réseau hydrographique de Vesly.

### Climat
Pour des articles plus généraux, voir Climat de la Normandie et Climat de la Manche.
En 2010, le climat de la commune est de type climat océanique franc, selon une étude du CNRS s'appuyant sur une série de données couvrant la période 1971-2000. En 2020, Météo-France publie une typologie des climats de la France métropolitaine dans laquelle la commune est exposée à un climat océanique et est dans la région climatique Normandie (Cotentin, Orne), caractérisée par une pluviométrie relativement élevée (850 mm/a) et un été frais (15,5 °C) et venté. Parallèlement le GIEC normand, un groupe régional d’experts sur le climat, différencie quant à lui, dans une étude de 2020, trois grands types de climats pour la région Normandie, nuancés à une échelle plus fine par les facteurs géographiques locaux. La commune est, selon ce zonage, exposée à un « climat maritime », correspondant au Cotentin et à l'ouest du département de la Manche, frais, humide et pluvieux, où les contrastes pluviométrique et thermique sont parfois très prononcés en quelques kilomètres quand le relief est marqué.
Pour la période 1971-2000, la température annuelle moyenne est de 10,9 °C, avec une amplitude thermique annuelle de 11,3 °C. Le cumul annuel moyen de précipitations est de 963 mm, avec 14,6 jours de précipitations en janvier et 7,9 jours en juillet. Pour la période 1991-2020, la température moyenne annuelle observée sur la station météorologique la plus proche, située sur la commune de Gouville-sur-Mer à 18 km à vol d'oiseau, est de 12,2 °C et le cumul annuel moyen de précipitations est de 844,8 mm,. Pour l'avenir, les paramètres climatiques de la commune estimés pour 2050 selon différents scénarios d’émission de gaz à effet de serre sont consultables sur un site dédié publié par Météo-France en novembre 2022.

## Urbanisme

### Typologie
Au 1er janvier 2024, Vesly est catégorisée commune rurale à habitat dispersé, selon la nouvelle grille communale de densité à sept niveaux définie par l'Insee en 2022.
Elle est située hors unité urbaine.
Par ailleurs la commune fait partie de l'aire d'attraction de Lessay, dont elle est une commune de la couronne,. Cette aire, qui regroupe 4 communes, est catégorisée dans les aires de moins de 50 000 habitants,.

### Occupation des sols
L'occupation des sols de la commune, telle qu'elle ressort de la base de données européenne d’occupation biophysique des sols Corine Land Cover (CLC), est marquée par l'importance des territoires agricoles (83,8 % en 2018), en diminution par rapport à 1990 (84,8 %).
La répartition détaillée en 2018 est la suivante : zones agricoles hétérogènes (36 %), terres arables (27,3 %), prairies (20,4 %), forêts (12,9 %), milieux à végétation arbustive et/ou herbacée (2,1 %), zones urbanisées (1,2 %).

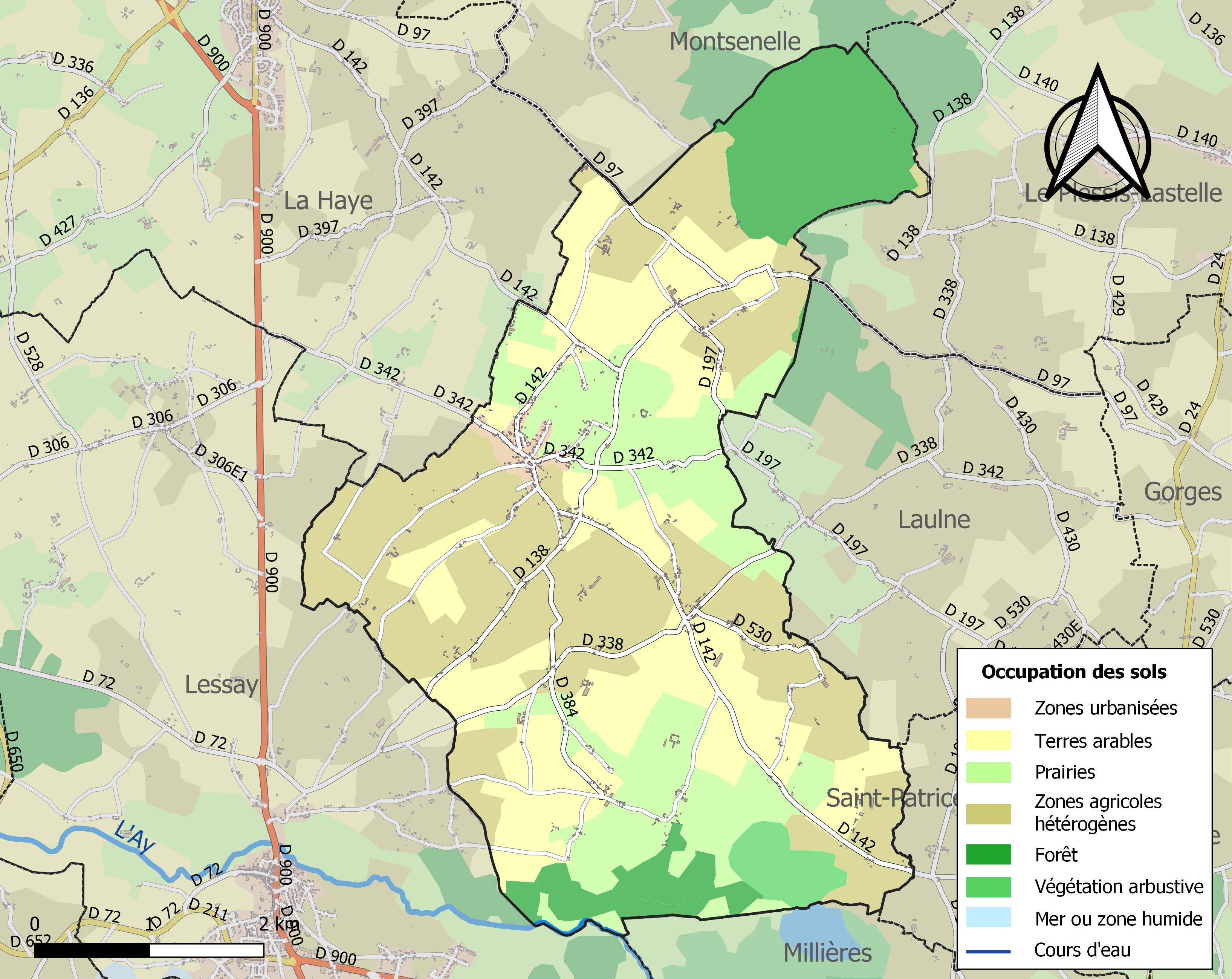
Carte des infrastructures et de l'occupation des sols de la commune en 2018 (CLC).

L'évolution de l’occupation des sols de la commune et de ses infrastructures peut être observée sur les différentes représentations cartographiques du territoire : la carte de Cassini (XVIIIe siècle), la carte d'état-major (1820-1866) et les cartes ou photos aériennes de l'IGN pour la période actuelle (1950 à aujourd'hui).

## Toponymie
Le nom de la localité est attesté sous les formes Verlei vers 1025, Verleium au XIIe siècle, de Velleio en 1213 et Veillie vers 1280.
Il s'agit d'un type toponymique gaulois ou gallo-romain en -(i)acum,,,, suffixe d'origine celtique marquant la localisation et la propriété. Il a régulièrement abouti à la terminaison -ei au Moyen Âge, puis -y à l'époque moderne.
Le premier élément Vesl- représente probablement un anthroponyme selon la plupart des auteurs, tels que Virilius, ou Verliacus, ce dernier nom de personne supposerait une forme initiale *Verliacuacum, il s'agit vraisemblablement d'une erreur. François de Beaurepaire ne se prononce pas sur la nature exacte de ce toponyme, il se contente de le rapprocher de Vesly (Eure, Verliacum XIe siècle), de Villy-le-Bas (Seine-Maritime, Virtlaicum XIe siècle, Verleio 1059).

## Histoire

### Protohistoire
La région est habitée au moins depuis l'époque gauloise par la tribu des Unelles, avec à leur tête le chef Viridovix.

### Moyen Âge
À la suite de la conquête romaine, les tribus germaniques et les Mérovingiens ont laissé leur trace notamment dans la religion avec sainte Walburge, dont une statue du XVIe siècle placée dans l'église Saint-Pierre-et-Saint-Paul. On a retrouvé sous l'église des sarcophages mérovingiens.
Un Robert, Guillaume et Honfroi de Vesly étaient au côté de Guillaume le Conquérant à Hastings en 1066 ; leur descendance est attestée dans les comtés d'York et de Norfolk.
Au XIIe siècle, la paroisse relevait de l'honneur de La Haye.
La famille des Le Poupet étaient propriétaires à Vesly au lieu-dit la Croix d'Anneville. C'est ainsi qu'on trouve des Le Poupet, sieurs d'Anneville, des sieurs de la Croix (plus rarement de la Croix d'Anneville), des sieurs de la Fontaine (quelquefois de la Fontaine d'Anneville), des sieurs du Boscq (ou du Boscq d'Anneville). Ils possédaient également les Estanchelouzes de Haut et de Bas et se disent sieurs de l'Estang.
Les Templiers possédaient à Vesly un préceptorat dépendant de Valcanville. En 1312, à la dissolution de l'Ordre, les biens furent partagés entre les Hospitaliers et l'abbaye de Lessay, qui percevait une partie des dîmes de la paroisse.

### Temps modernes
En 1567, Eustace de Thieuville, sieur de Bricquebosq, du Bosc de Pirou et du Saulxey à Vesly et de Trassy à Canville-la-Rocque en la vicomté de Valognes, est taxé pour ces fiefs de 24 livres dans le rôle des nobles et roturiers, au titre du ban et de l'arrière ban de la vicomté de Coutances, réalisé par Gilles Dancel, seigneur d'Audouville, lieutenant général du bailli de Cotentin, tenu à Coutances les 20-22 octobre. Le fief du Bosc étai, connu anciennement sous le nom de Psamonville, qui valait un huitième de fief de haubert, était tenu du roi sous la vicomté de Valognes.
Le Bosc valait un quart de fief de haubert et Saulxey un huitième, Pirou était une vavassorie, et tous trois relevaient de la vicomté de Saint-Sauveur-Lendelin .

### Époque contemporaine
En 1944, du 1er au 6 août, le général Leclerc, accompagné par la 2e DB, installe son poste de commandement dans la commune,.
En 1972, Vesly a fusionné avec Gerville-la-Forêt (anciennement Gerville jusqu'en 1939), qui a gardé le statut de commune associée et son appartenance au canton de La Haye-du-Puits jusqu'en 2015.
Un arrêté préfectoral du 15 septembre 2021 supprime le statut de commune associée à compter du 1er janvier 2022.

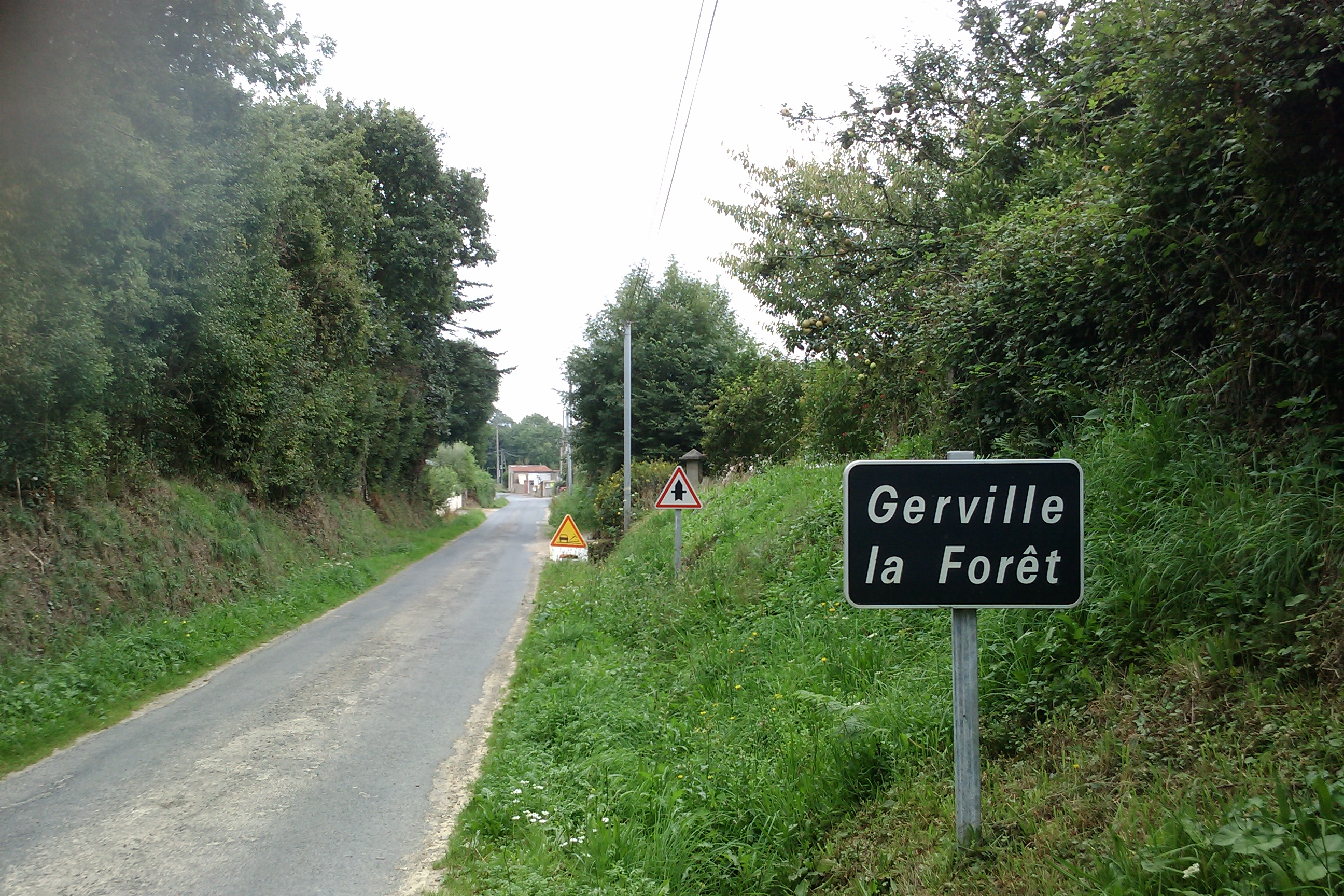
Entrée de Gerville-la-Forêt.

## Politique et administration
| Période                                  | Période    | Identité        | Étiquette | Qualité           |
| ---------------------------------------- | ---------- | --------------- | --------- | ----------------- |
| 1981                                     | 1989       | Raymond Fautrat |           | Chef d'entreprise |
| 1989                                     | mars 2001  | Patrick Beuve   |           |                   |
| mars 2001                                | avril 2014 | Raymond Fautrat | UMP       | Chef d'entreprise |
| avril 2014                               | En cours   | Judith Pirou    | SE        | Fonctionnaire     |
| Les données manquantes sont à compléter. |            |                 |           |                   |

Le conseil municipal est composé de quinze membres dont le maire et trois adjoints. L'un de ces conseillers est maire délégué de la commune associée de Gerville-la-Forêt.

## Population et société
Les habitants de la commune sont appelés les Veslionnais ou Veslissien.

### Démographie
L'évolution du nombre d'habitants est connue à travers les recensements de la population effectués dans la commune depuis 1793. Pour les communes de moins de 10 000 habitants, une enquête de recensement portant sur toute la population est réalisée tous les cinq ans, les populations de référence des années intermédiaires étant quant à elles estimées par interpolation ou extrapolation. Pour la commune, le premier recensement exhaustif entrant dans le cadre du nouveau dispositif a été réalisé en 2007.
En 2022, la commune comptait 732 habitants, en évolution de +1,67 % par rapport à 2016 (Manche : −0,31 %, France hors Mayotte : +2,11 %).
| 1793  | 1800  | 1806  | 1821  | 1831  | 1836  | 1841  | 1846  | 1851  |
| ----- | ----- | ----- | ----- | ----- | ----- | ----- | ----- | ----- |
| 1 335 | 1 340 | 1 452 | 1 512 | 1 435 | 1 405 | 1 297 | 1 303 | 1 268 |

| 1856  | 1861  | 1866  | 1872  | 1876  | 1881  | 1886  | 1891 | 1896 |
| ----- | ----- | ----- | ----- | ----- | ----- | ----- | ---- | ---- |
| 1 278 | 1 206 | 1 204 | 1 136 | 1 115 | 1 061 | 1 058 | 936  | 900  |

| 1901 | 1906 | 1911 | 1921 | 1926 | 1931 | 1936 | 1946 | 1954 |
| ---- | ---- | ---- | ---- | ---- | ---- | ---- | ---- | ---- |
| 871  | 810  | 819  | 688  | 665  | 708  | 693  | 625  | 585  |

| 1962 | 1968 | 1975 | 1982 | 1990 | 1999 | 2006 | 2007 | 2012 |
| ---- | ---- | ---- | ---- | ---- | ---- | ---- | ---- | ---- |
| 581  | 542  | 568  | 522  | 535  | 541  | 615  | 626  | 688  |

| 2017 | 2022 | - | - | - | - | - | - | - |
| ---- | ---- | - | - | - | - | - | - | - |
| 725  | 732  | - | - | - | - | - | - | - |

| 1793 | 1800 | 1806 | 1821 | 1831 | 1836 | 1841 | 1846 |
| ---- | ---- | ---- | ---- | ---- | ---- | ---- | ---- |
| 233  | 261  | 279  | 312  | 312  | 275  | 272  | 291  |

| 1851 | 1856 | 1861 | 1866 | 1872 | 1876 | 1881 | 1886 |
| ---- | ---- | ---- | ---- | ---- | ---- | ---- | ---- |
| 300  | 246  | 243  | 225  | 199  | 186  | 182  | 183  |

| 1891 | 1896 | 1901 | 1906 | 1911 | 1921 | 1926 | 1931 |
| ---- | ---- | ---- | ---- | ---- | ---- | ---- | ---- |
| 203  | 185  | 195  | 180  | 144  | 125  | 108  | 128  |

| 1936 | 1946 | 1954 | 1962 | 1968 | - | - | - |
| ---- | ---- | ---- | ---- | ---- | - | - | - |
| 145  | 102  | 115  | 112  | 104  | - | - | - |

### Sports et loisirs
L'Union sportive Vesly-Laulne fait évoluer deux équipes de football en divisions de district.

## Économie
Le principal secteur d'activité de la commune est la production animale. Il existe notamment trente-trois entreprises dans ce secteur à Vesly dont dix-neuf font l'élevage de vaches laitières et six autres qui font l'élevage d'autres bestiaux (bovins, buffles, ovins, caprins).

## Culture locale et patrimoine

### Lieux et monuments

#### Patrimoine religieux
Le couple formé par l'église Saint-Pierre et la chapelle Notre-Dame-de-la-Selle (capella Beate Marie de Sella) était augmenté de deux oratoires, l'un à saint Aubin et l'autre à sainte Walburge. Leur environnement était dense en sarcophages mérovingiens, dont plusieurs furent retrouvés en 1956 à l'occasion de travaux sous l'église Saint-Pierre,.

##### Église Saint-Pierre

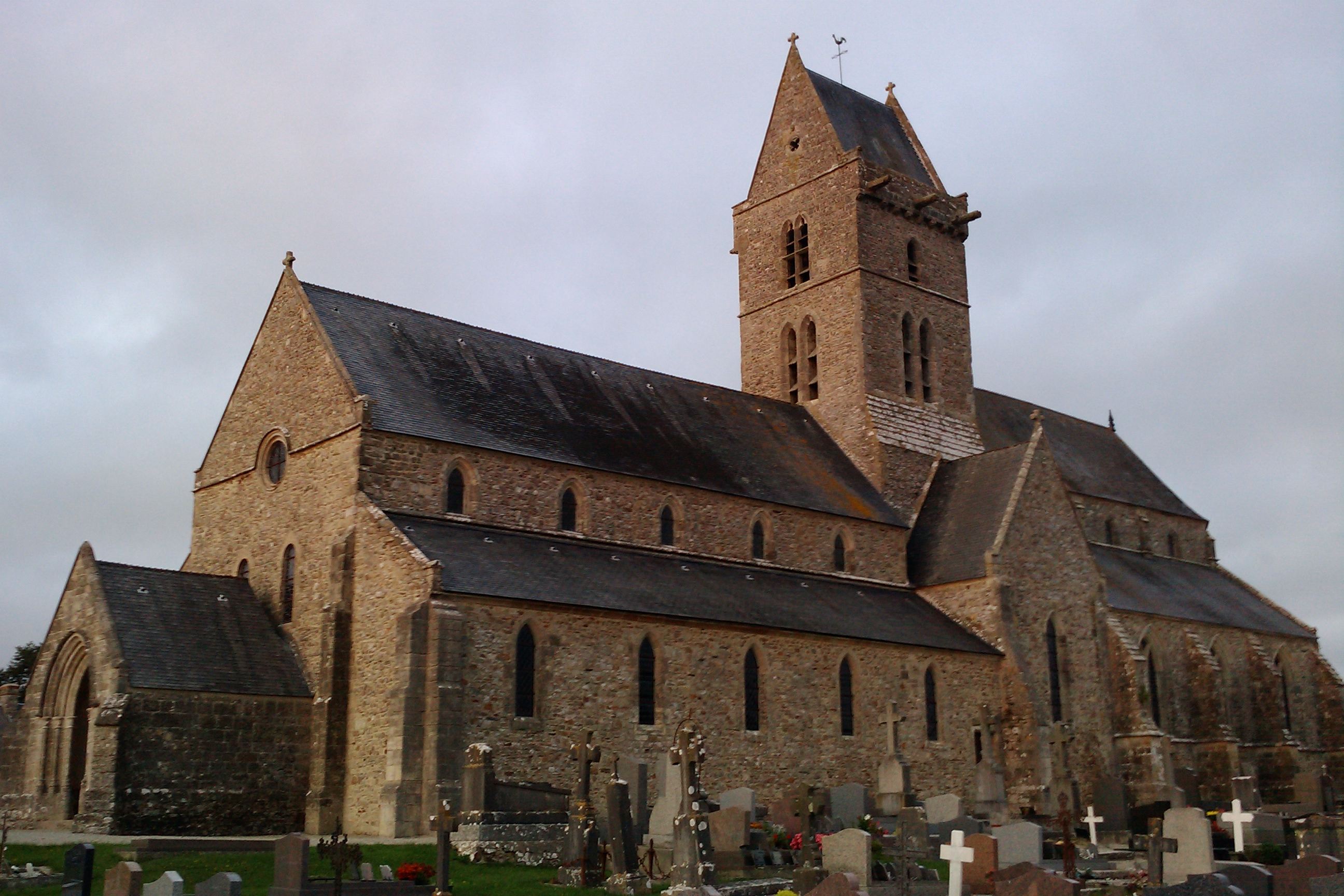
L'église Saint-Pierre.

L'église Saint-Pierre, des XIIIe, XIVe, XVe – XXe siècles, a été bâtie sur une nécropole mérovingienne. La nef composé de trois vaisseaux et le chœur sont du XVe siècle. Ce dernier, comme celui de l'église de Carentan, a été financé par Guillaume de Cerisay († v. 1492), seigneur de Vesly, grand bailli de Cotentin de 1460 à 1462, trésorier général des finances de Louis XI en 1473. L'avant-porche gothique du XVe également abrite un portail roman. L'édifice est classée au titre des monuments historiques par arrêté du 12 décembre 1996.
Le lieu de culte abrite plusieurs œuvres classées au titre objet : un lutrin du XIXe, une peinture murale du XIIIe, les statues de saint Sébastien du XVIIIe et de sainte Walburge du XVIe, une banquette des thuriféraires du XVIIIe, un autel secondaire et les statues des vertus théologales du XIXe, ainsi qu'une verrière du XXe de l'atelier Sainte-Marie-Baladj.

##### Chapelle Notre-Dame-de-Consolation
La chapelle Notre-Dame-de-Consolation des XIIIe – XVIIe siècles est connue localement sous le nom de chapelle Notre-Dame-de-l'Étrier.

##### Église Saint-Pair de Gerville-la-Forêt

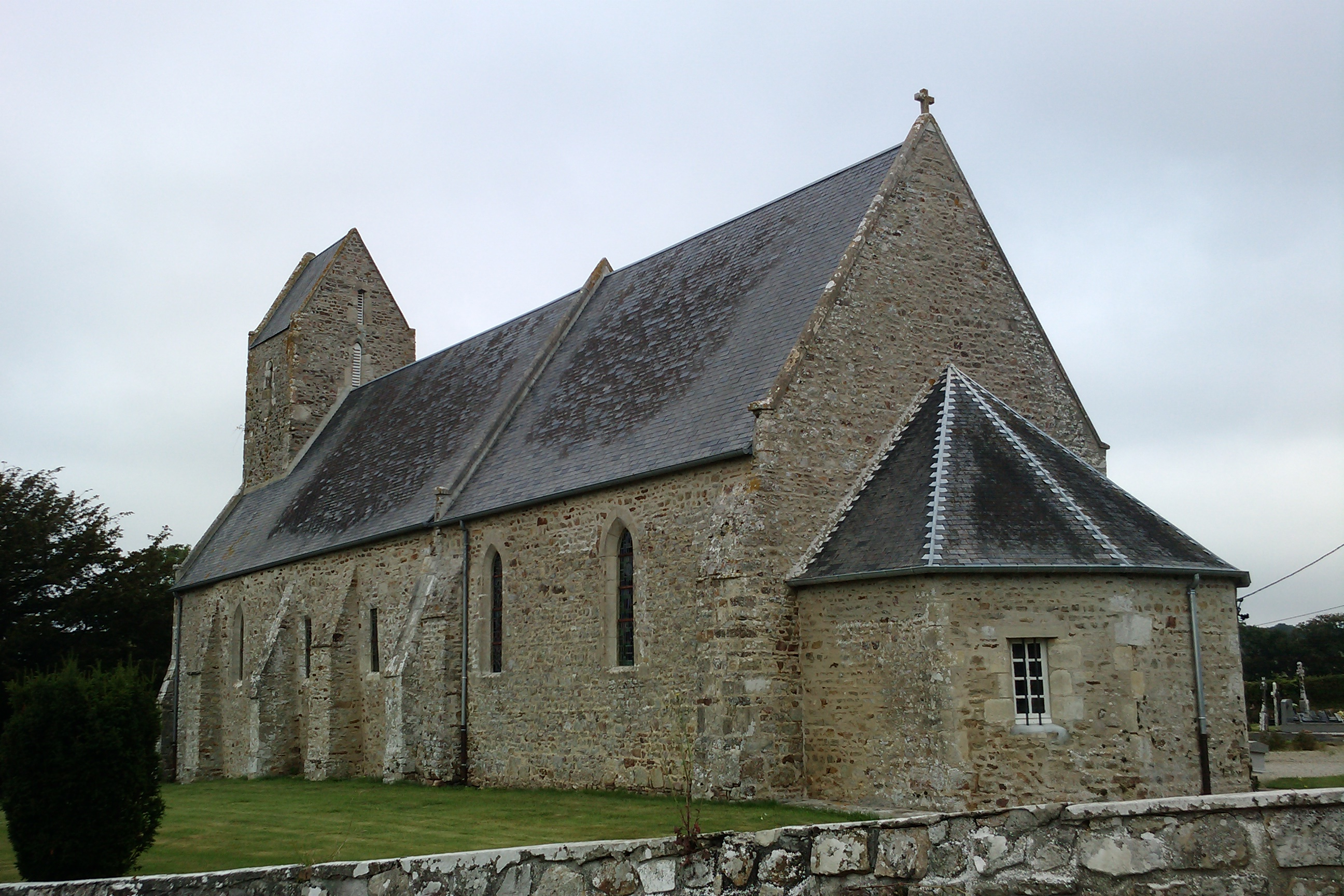
L'église Saint-Pair de Gerville-la-Forêt.

La petite église Saint-Pair de Gerville-la-Forêt des XVIIe, XIXe – XXe siècles, située à l'écart du village, a conservée son cimetière. Elle abrite une Vierge à l'Enfant du XIVe siècle classée au titre objet aux monuments historiques.
Pour mémoire
Deux oratoires, l'un dédié à saint Aubin et l'autre à sainte Walburge.

#### Patrimoine civil
On trouve sur le territoire communal plusieurs manoirs.
Le manoir de Bricqueboscq du XVIe siècle flanqué de ses deux tours, qui est partiellement inscrit au titre des monuments historiques par arrêté du 5 mars 2001.
Les manoirs de la Cour du XVe siècle avec sa chapelle et de Bricqueville des XVIe – XIXe siècles.
Les Moitiers du XVIe siècle, à Gerville-la-Forêt. Ancien fief du domaine royal que Saint Louis donna à Louis de Frü(s)camp, son bailli de Cotentin de 1230 à 1238, pour sa fidélité.
La Grand Maison et sa tour du XVIe siècle, à Gerville-la-Forêt. Ancienne possessions des Bricqueville, des Kadot puis des Du Hérissier à partir de 1737.
Parmi le petit patrimoine on note le lavoir de Vesly, qui a été restauré avec une toiture en ardoise, un ancien moulin à vent

### Personnalités liées à la commune
- Charles de Gerville (Gerville-la-Forêt, 1769 - 1853), archéologue et historien.